# Coprophanaeus punctatus
Coprophanaeus punctatus là một loài bọ cánh cứng trong họ Bọ hung (Scarabaeidae).